# 圣何塞传教所

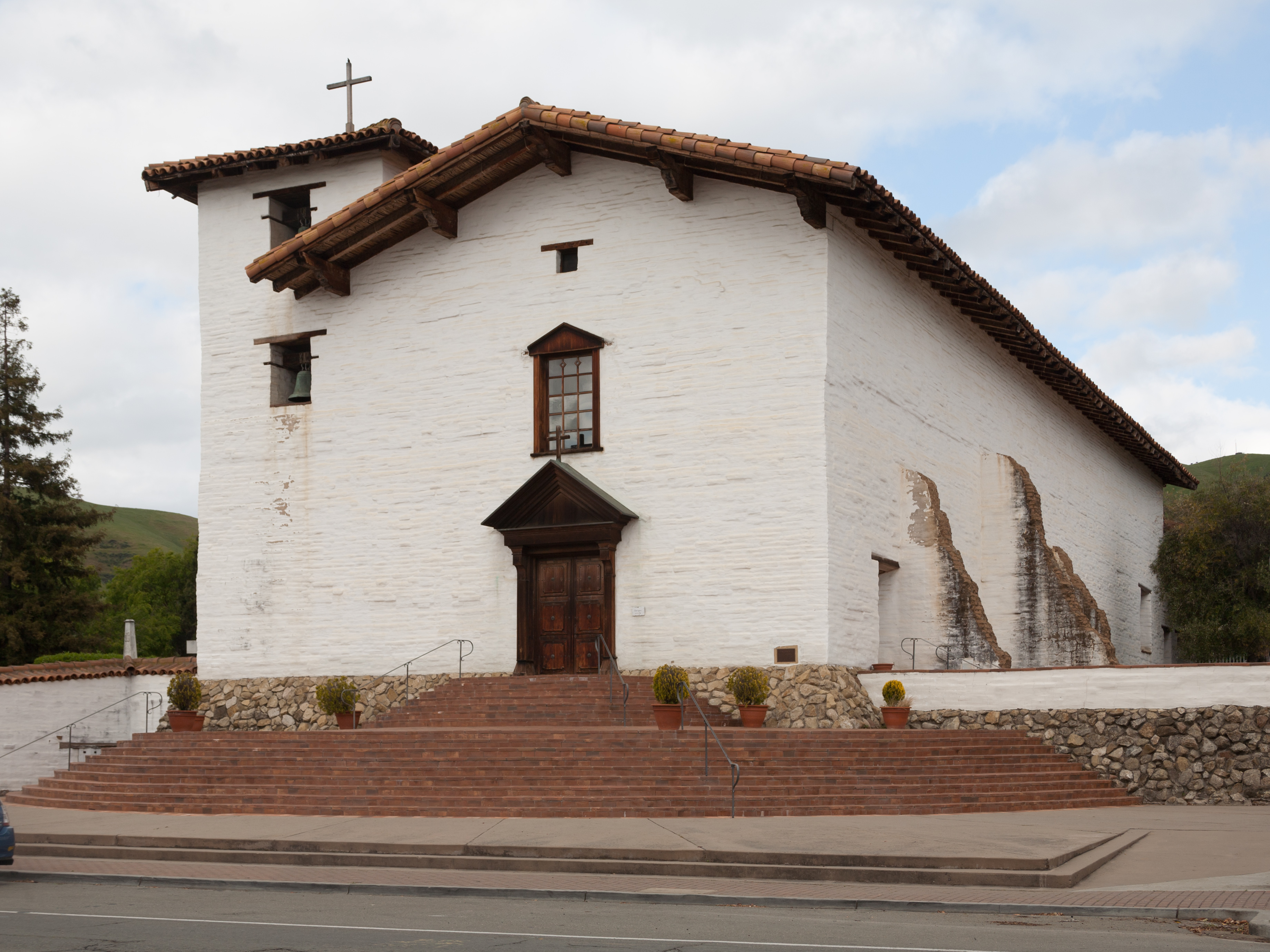
圣何塞传教所

圣何塞传教所（Mission San José），是根据方济各令所修建的21所加州西班牙传教所之一，坐落在现在的美国加州佛利蒙市。
圣何塞传教所建于1797年6月11日，是根据方济各令所修建的第十四所传教所。佛利蒙市的 Mission San José 区以此传教所命名。
圣何塞传教所在1833年墨西哥政教分离法案之后，进入了长期地逐渐衰退。传教所的原建于1809年的教堂在1868年地震中被摧毁，1985年重建，如今被用作奥克兰圣若瑟天主教堂（Saint Joseph Catholic Church）的小圣堂。原传教所还健在的部分，如今作为博物馆，用来展示传教所的历史。